# Harpactea sicula
Harpactea sicula este o specie de păianjeni din genul Harpactea, familia Dysderidae, descrisă de Alicata, 1966. Conform Catalogue of Life specia Harpactea sicula nu are subspecii cunoscute.